# 그리스와 덴마크의 공주 엘리사베트
그리스와 덴마크의 공주 엘리사베트(그리스어: Ελισάβετ, 1904년 5월 24일 ~ 1955년 1월 11일)는 그리스와 덴마크의 왕자 니콜라오스와 러시아의 옐레나 블라디미로브나 여대공 사이에서 태어난 둘째 딸이다.